# Heinz Siegenthaler
Heinz Siegenthaler, né le 11 octobre 1955 à Bienne (originaire d'Eggiwil), est une personnalité politique suisse, membre de l'Union démocratique du centre (UDC) jusqu'en 2008, puis du Parti bourgeois-démocratique (PBD ; Le Centre depuis 2021). Il est député du canton de Berne au Conseil national de novembre 2014 à novembre 2015 et à nouveau depuis septembre 2020.

## Biographie
Heinz Siegenthaler naît le 11 octobre 1955 à Bienne. Il est originaire d'une autre commune du canton de Berne, Eggiwil.
Après son école primaire à Rüti bei Büren et son école secondaire à Büren an der Aare, il suit une formation d'agriculteur avec maîtrise fédérale.
Il habite Rüti bei Büren et a le grade de premier-lieutenant à l'armée.

## Parcours politique
Il est membre de l'exécutif de Rüti bei Büren de 1996 à 2000, sous les couleurs de l'Union démocratique du centre (UDC).
Il siège au Grand Conseil du canton de Berne du 1er juin 1998 au 31 octobre 2014. Il y est président du groupe UDC du 1er juin 2006 au 31 mai 2008 et préside la commission des finances de 2008 au 3 juin 2012. Il est membre fondateur du PBD en 2008 et préside le PBD bernois de 2012 à 2015.
Il accède une première fois au Conseil national le 24 novembre 2014, où il succède à Ursula Haller Vannini, démissionnaire, mais n'est pas réélu aux élections de 2015. Le retrait d'Urs Gasche lui permet à nouveau d'accéder à la Chambre basse du Parlement le 11 septembre 2017. Il n'est pas réélu lors des élections de 2019, mais conserve son siège grâce au retrait de Beatrice Simon. Pendant tous ses mandats, il siège à la Commission des finances (CdF).
Il est notamment l'auteur en 2021 d'une motion visant à faire du 12 septembre un jour férié, en commémoration de l'adoption de la première Constitution fédérale en 1848,.
Il n'est pas réélu en octobre 2023, arrivant troisième de la liste de son parti derrière Reto Nause.